# Rolf Hans
Rolf Hans (* 25. Januar 1938 in Frankfurt am Main; † 10. Juli 1996 in Basel) war ein deutscher Jazzmusiker, Maler, Fotograf, Objekt- und Papiercollagekünstler.

## Leben und Werk
Rolf Hans arbeitete als gelernter Bankkaufmann in der Büro-Organisations-Gesellschaft in Frankfurt am Main und lernte dort seine spätere Frau Magda (1926–2005) kennen. Sie war eine ausgebildete Opernsängerin und Fotografin und zuerst mit Heinz Kreutz verheiratet.
Als begeisterter Jazzmusiker spielte Hans in der Barrelhouse Jazzband am Waschbrett, später am Banjo, Schlagzeug und Posaune. Zudem begann er als Autodidakt um 1958 zu malen und war von 1961 bis 1963 Schüler von Heinz Kreutz, mit dem er zeitlebens befreundet war. Von 1961 bis 1965 schuf Hans zahlreiche „Fleckenbilder“.

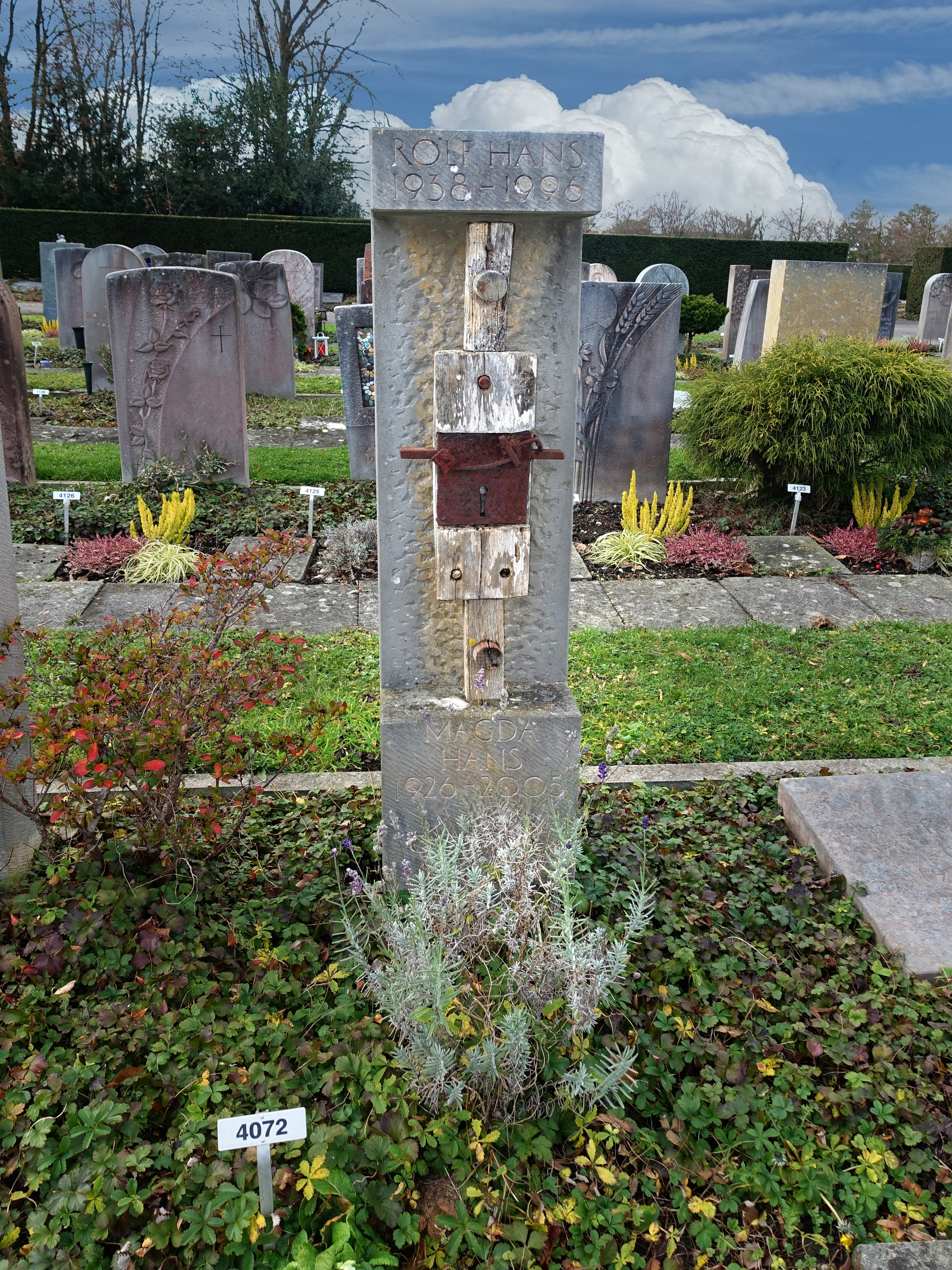
Grab auf dem Friedhof Hörnli

1963 siedelte er mit seiner Frau Magda und ihrer gemeinsamen Tochter Angela nach Basel. Während seine Frau für das Stadttheater Basel tätig war, arbeitete er als IT-Kommunikationsfachmann. Wann immer möglich fotografierte er die Theaterproben am Stadttheater und verschiedene Konzerte sowie Komponisten und Interpreten.
Ab 1965 pflegte Hans Kontakt zu der Neuen Musik und war Mitglied in der Internationalen Gesellschaft für Neue Musik (IGNM). Zu seinem Freundes- und Bekanntenkreis zählten Komponisten, Dirigenten und Musiker wie Armin Jordan, Heinz Holliger, Thomas Kessler, Marianne Schroeder, Daniel Weissberg, Jürg Henneberger und Jürg Wüthrich, von denen er viele auch fotografierte. Manche dieser Porträts, u. a. von György Kurtàg, erschienen als LP-CD Covers und Booklets. Kurtàg widmet Hans die Liedkomposition Friedrich Hölderlin: Zwei Fragmente – Hommage à Rolf Hans. Um 1978 lernte Hans John Cage und Morton Feldman kennen, mit denen ihn eine tiefe Freundschaft verband.
Viele seiner Gemälde entstanden von 1967 bis 1987 im Centovalli, wo er sich mit seiner Familie regelmäßig aufhielt. Seine Werke stellte er in zahlreichen Galerien aus. Zu Beginn der 1970er Jahre beschäftigte sich Hans mit der Gestaltung von Objekten, während die Malerei in den Hintergrund trat. Er schuf erste kleine Skulpturen, die er aus Eisenrohren mit rundem oder viereckigem Profil zusammenfügte. In der Folge entstand der Skulpturenzyklus Poesie der Dinge. Wichtige Impulse erhielt Hans durch Kulturen in Afrika, Neuguinea und China, von den indigenen Völkern Amerikas oder von den alten Germanen, die er in Sammlungen u. a. in Basel, Berlin oder Paris sah. Besonders beeindruckte ihn die Vielfältigkeit der Stammeskunst der sogenannten Naturvölker.
Rolf Hans fand seine letzte Ruhestätte auf dem Friedhof am Hörnli in Basel.